# Lucia Micarelli
Lucia Micarelli (ur. 9 lipca 1983 w Queens, NY) – amerykańska skrzypaczka, znana ze współpracy z Joshem Grobanem i brytyjskim zespołem Jethro Tull.

## Życiorys
Zaczęła grać na skrzypcach w wieku trzech lat. Kiedy miała sześć lat, zagrała swój pierwszy koncert wraz z orkiestrą. Kształciła się w szkole Juilliard School of Music’s Pre-College Division oraz Manhattan School of Music. Po jej trasie z TSO, Micarelli dołączyła do Josha Grobana na jego Closer Tour gościnnie jako wokalista i przodownik orkiestry.
W 2004, Micarelli wydała swój pierwszy album Music From A Farther Room, pod kierownictwem Grobana. Jest to mieszanka klasycznych i popowych utworów, w tym „Bohemian Rhapsody” grupy Queen, „Lady Grinning Soul” Davida Bowiego i „To Love You More” Davida Fostera. W październiku oraz listopadzie 2005, koncertowała po Stanach Zjednoczonych z Jethro Tull. Zarówno Lucia, jak i Jethro Tull byli bardzo zadowoleni z jakości występów, oraz z wspaniałej współpracy, więc postanowili koncertować razem jeszcze przez większość roku 2006. W 2007 Micarelli koncertowała wraz z Joshem Grobanem, by wypromować jego album Awake oraz dopracować swoją drugą płytę Interlude. W 2008 grała w trasie z trębaczem Chrisem Bottim, z której zostało wydane CD „Chris Botti In Boston”.
Micarelli zakończyła nagrania do swojego trzeciego albumu (2016).

## Kariera aktorska
Od 2009 gra skrzypaczkę, Annie Talarico w serialu Treme. Wystąpiła gościnnie w jednym z odcinków serialu Manhattan w roli Annie Liao.

## Dyskografia
- 2005 – Music From A Farther Room
- 2006 – Interlude

Źródło: